# Contea di Dunklin
La contea di Dunklin (in inglese Dunklin County) è una contea del Missouri, USA. Il capoluogo è Kennett. La contea fu creata nel 1845, in onore di Daniel Dunklin, ex-governatore dello Stato morto l'anno precedente.

## Geografia fisica
La contea copre un'area totale di 1417 km², 1413 km² di terre e 4 km² di acqua.

### Contee adiacenti
- Contea di Stoddard, Missouri (nord)
- Contea di New Madrid, Missouri (nordest)
- Contea di Pemiscot, Missouri (est)
- Contea di Mississippi, Arkansas (sudest)
- Contea di Craighead, Arkansas (sud)
- Contea di Greene, Arkansas (sudovest)
- Contea di Clay, Arkansas (ovest)
- Contea di Butler, Missouri (nordovest)

### Maggiori strade
- U.S. Route 62
- U.S. Route 412

## Società

### Evoluzione demografica
Al censimento del 2000 contava 33 155 abitanti (9159 famiglie) e 14 682 unità abitative (10 per km²). La componente etnica era per l'88.64% caucasici, 8.68% afroamericani, 2.49% ispanici, 0.31% nativi americani, 0.27% asiatici.
Il 26.00% della popolazione era sotto i 18 anni, il 16.50% sopra i 65 anni.
Il reddito procapite si attesta sui 13561 dollari. Il 24.50% della popolazione è sotto la soglia di povertà.

## Città e paesi
- Arbyrd
- Campbell
- Cardwell
- Clarkton
- Gibson

- Gobler
- Holcomb
- Hollywood
- Hornersville
- Kennett

- Malden
- Rives
- Senath
- White Oak